# 宽河千户所
宽河千户所，明朝时设置的卫所。
洪武二十二年（1389年）置，治所在宽城县（今河北省承德市宽城满族自治县）。永乐元年（1403年），徙治遵化县（今河北省遵化市）。清朝顺治九年（1652年）省入遵化卫。